# Cepivo proti HPV
Cepivo proti humanemu papilomavirusu (cepivo proti HPV) je cepivo, ki preprečuje okužbo z nekaterimi tipi humanega papilomavirusa (HPV). Cepiva, ki so na voljo, ščitijo proti dvema, štirim ali devetim tipom HPV. Vsa cepiva proti HPV ščitijo vsaj proti tipoma 16 in 18, ki povzročata največje tveganje za raka materničnega vratu. Ocenjuje se, da lahko cepiva proti HPV preprečijo 70 % cervikalnega raka, 80 % analnega raka, 60 % vaginalnega raka, 40 % vulvarnega raka in so več kot 90-odstotno učinkovita pri preprečevanju HPV-pozitivnega orofaringealnega raka. Poleg tega preprečujejo nekatere genitalne bradavice, pri čemer boljšo zaščito zagotavljajo štirivalentna in devetvalentna cepiva, ki ščitijo proti virusnima tipoma HPV-6 in HPV-11.
Svetovna zdravstvena organizacija (SZO) priporoča cepljenje proti HPV kot del rutinskega cepljenja v kombinaciji z drugimi preventivnimi ukrepi v vseh državah. Cepljenje poteka z dvema ali tremi odmerki, odvisno od starosti in imunskega stanja osebe. Običajno se priporoča cepljenje deklet, starih od devet do trinajst let. Cepiva zagotavljajo zaščito vsaj od 5 do 10 let. Po cepljenju je še vedno potrebno presejanje za cervikalnega raka. Precepljenost velikega odstotka prebivalstva morda ščiti tudi necepljene. Cepiva proti HPV so zelo varna. Pri približno 80 % ljudi se po cepljenju pojavi bolečina na mestu injekcije. Pojavijo se lahko tudi rdečina in otekanje na mestu injekcije ter vročina. Povezava z Guillain-Barréjevim sindromom ni bila dokazana.
V več državah in regijah, vključno s Slovenijo, je odobreno tudi cepljenje proti HPV za dečke. Pri moških naj bi cepivo zmanjšalo tveganje za genitalne bradavice in prekancerozne lezije, ki jih povzroča HPV. To zmanjšanje prekanceroznih lezij bi lahko pomenilo tudi zmanjšanje deleža raka penisa in anusa. Za moške sta odobreni cepivi Gardasil in Gardasil-9, cepivo Cervarix pa ne in tudi ne ščiti pred genitalnimi bradavicami. Ker je rak penisa in anusa precej redkejši od cervikalnega raka, je cepljenje mladih moških stroškovno precej manj učinkovito kot cepljenje mladih žensk. Gardasil se uporablja tudi pri moških, ki imajo spolne odnose z moškimi, pri katerih je tveganje večje.
Prvo cepivo proti HPV je bilo na voljo leta 2006. Leta 2017 ga je v rutinsko cepljenje vsaj za dekleta vključevalo 71 držav. Je na seznamu osnovnih zdravil in predkvalificirano cepivo SZO. Cepljenje bi lahko bilo stroškovno učinkovito v državah z nizkim ali srednjim prihodkom. Leta 2021 je bilo v Sloveniji na voljo devetvalentno cepivo Gardasil-9.